# Internet Marketing Conference
Internet Marketing Conference, zwana także (IMC) – międzynarodowa konferencja poruszająca tematy e-biznesu. Po raz pierwszy odbyła się w Kopenhadze w 2000. Od tamtego czasu spotkania odbyły się również w Sztokholmie, Las Vegas, Berlinie, Vancouver, Montrealu, Göteborgu i Nowym Jorku. Konferencja została rozpoczęta przez Lennarta Svanberga.
Na spotkaniu pojawia się wiele popularnych w świecie marketingu internetowego osób, w tym Danny Sullivan (Search Engine Watch), Jeffrey Eisenberg (Future Now, Inc.), Jim Wilson (Jim World), Lucas Morea (LatinEdge), Mitch Joel (Twist Image), Scott Ferber (Advertising.com), Stephen Turner (ClickTracks), Matthew Colebourne (coComment), Brian Clifton (Google).